# Imaginaerum
Imaginaerum — сьомий студійний альбом фінського метал-гурту Nightwish. Вийшов 2011 року. За словами композитора гурту, Туомаса Холопайнена, це — концептуальний альбом, у якому йдеться про старого композитора, який в останні хвилини життя повертається спогадами у дитинство. Альбом створювали паралельно з однойменним фільмом, режисером якого став Стобе Хар'ю, який у 2008 році зняв для групи промовідео на пісню The Islander. Це другий і останній студійний альбом, у записі якого брала участь Анетт Ользон.
Перший сингл альбому, «Storytime», вийшов 9 листопада 2011 року і швидко очолив фінські чарти синглів.

## Список композицій
| #   | Назва                                           | Автор                     | Тривалість |
| --- | ----------------------------------------------- | ------------------------- | ---------- |
| 1.  | «Taikatalvi»                                    | Туомас Холопайнен         | 2:35       |
| 2.  | «Storytime» (перший сингл)                      | Холопайнен                | 5:22       |
| 3.  | «Ghost River»                                   | Холопайнен                | 5:28       |
| 4.  | «Slow, Love, Slow»                              | Холопайнен                | 5:51       |
| 5.  | «I Want My Tears Back»                          | Холопайнен                | 5:08       |
| 6.  | «Scaretale»                                     | Холопайнен                | 7:32       |
| 7.  | «Arabesque» (інструментальна)                   | Холопайнен                | 2:57       |
| 8.  | «Turn Loose the Mermaids»                       | Холопайнен,               | 4:20       |
| 9.  | «Rest Calm»                                     | Холопайнен                | 7:02       |
| 10. | «The Crow, the Owl and the Dove» (другий сингл) | Холопайнен, Марко Гієтала | 4:10       |
| 11. | «Last Ride of the Day»                          | Холопайнен                | 4:33       |
| 12. | «Song of Myself»                                | Холопайнен                | 13:38      |
| 13. | «Imaginaerum» (інструментальна)                 | Холопайнен, Піп Вільямс   | 6:18       |

## Фільм
На початку осені 2008 року Туомас Холопайнен вперше озвучив ідею зняти відеокліп для кожного з тринадцяти пісень альбому Imaginaerum, але Харью запропонував також додати текст. Вони почали трудитися над створенням фільму, Харью написав 70-сторінковий проєкт сценарію на основі оригінальних ідей Холопайнена. Було вирішено, що замість набору окремих кліпів, вони повинні створити повноцінний фільм з великою історією. Фільм був розроблений паралельно з альбомом. Фільм отримав назву Уявіум (фільм).